# Міжусобна війна на Русі 1094—1097
Міжусобна війна на Русі (1094—1097) — війна Олега, Давида і Ярослава Святославичів за отчину Святослава на сході Русі, яка збіглася з активізацією половецьких нападів на південну Русь після смерті Всеволода Ярославича (†1093). Основні події також називають в історіографії трагедією 1096—1097 рр. Незважаючи на численні тактичні поразки Святославичів, війна закінчилася відновленням їх прав на батьківську спадщину.

## Передумови
Після смерті одного з Ярославичів — Святослава — великокняжий стіл посідає Ізяслав, який поновлює дуумвірат з Всеволодом. Цей союз було обумовлено, через активні дії дітей минулого великого князя — Святослава, які створювали загрозу владі обом з дядьків. Перші дії були направлені на придушення їх впливу — Святославичі були позбавлені своїх столів. Це спричинило спробу Олега Святославовича повернути собі чернігівський наділ, який повноправно належав йому після смерті Святослава.
3 жовтня 1078 р. в битві на Ніжатиній ниві, Олег зазнав поразки від сил Ізяслава та Всеволода, та був вимушений тікати в Тмуторокань. В цій битві помирає Ізяслав Ярославич, та великокняжий стіл переходить Всеволоду.
Після смерті Всеволода (13 квітня 1093 р.), який з допомогою свого сина Володимира утримував крихкий баланс сил між князями на Русі, великим князем стає Святополк Ізяславич. Невдала політика Святополка, направлена на об'єднання князів навколо загрози половців, спричиняє проникнення половців на землі Південної Русі. Цією ситуацією користується Олег Святославович, який заручився підтримкою половців, та виступив з Тмуторокані на руські землі.

## Хід війни
В 1094 році Олег Святославович зі своїми та половецькими силами бере в облогу Чернігів, який на той час посідав Володимир Мономах. Через нетривалий час, Володимир погоджується здати город та від'їджає в Переяслав. Взамін на допомогу Олег під час облоги дозволяє половцям розграбувати черніговські землі. Відношення до Олега Святославовича серед сучасників та попередників через його дії та орієнтацію на половців, відображені в історичних та літературних джерелах. В «Слові о полку Ігоревім» він називається як Олег «Гориславлич».
Зосереджені на боротьбі з половцями Святополк та Володимир намагаються домовитися з Олегом залучитися до боротьби з ними, однак отримують відмову. Через це, вони збирають нові сили та виступають на Олега, вибивши його з Чернігова. Той втік до Ростово-Муромських земель, де розбив сили ростово-суздальского князя Ізяслава Володимировича (сина Мономаха) та вбив його. Олег на деякий час осів, почавши збирати данину з місцевості. У відповідь на це Мономах велів своєму іншому сину Мстиславу виступити власними силами проти Олега, що виливається в розгром останнього в битві на р. Колокша в 1097 році.

## Наслідки
Після битви на р. Колокша, Мстислав Володимирович завдає поразки Олегу Святославовичу, що перервало його спроби боротьби зі Святополком та Мономахом, та піти на згоду з ними та іншими членами династії Рюриковичів на Любецькому з'їзді (1097). За результатами з'їзду Олег отримав бажаний з початку чернігівський наділ, що започаткувало довге правління (до XIV ст.) його гілки (Ольговичі) на цих землях.